# Rhynchocypris
Rhynchocypris – rodzaj słodkowodnych ryb z rodziny karpiowatych (Cyprinidae).

## Występowanie
Azja Środkowa, (Chiny, Mongolia, Rosja), Europa (Białoruś, Estonia, Litwa, Łotwa, Niemcy, Polska i Ukraina).

## Klasyfikacja
Gatunki zaliczane do tego rodzaju:
- Rhynchocypris czekanowskii – strzebla Czekanowskiego[3]
- Rhynchocypris dementjevi
- Rhynchocypris lagowskii – strzebla Łagowskiego[3]
- Rhynchocypris percnurus – strzebla przekopowa[3], strzebla błotna[4]

Gatunkiem typowym jest Rhynchocypris variegata (=Rh. lagowskii).

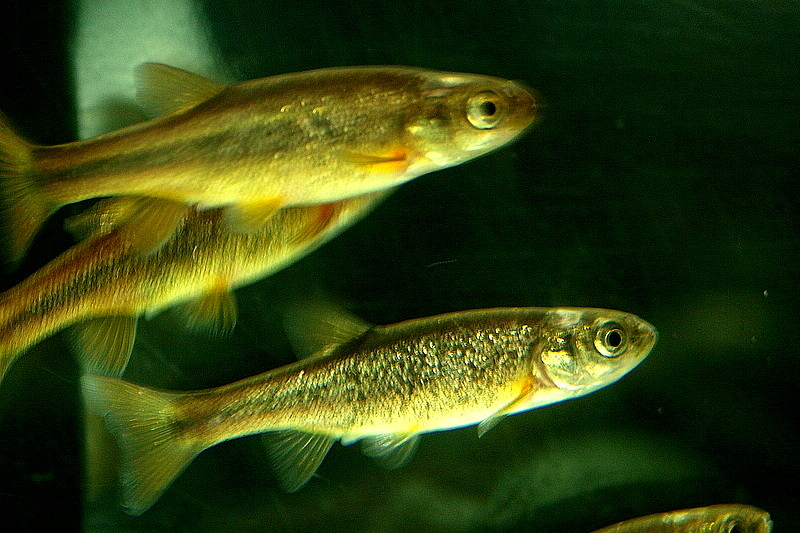
Rhynchocypris percnurus